# Landesvertretung Rheinland-Pfalz (Bonn)

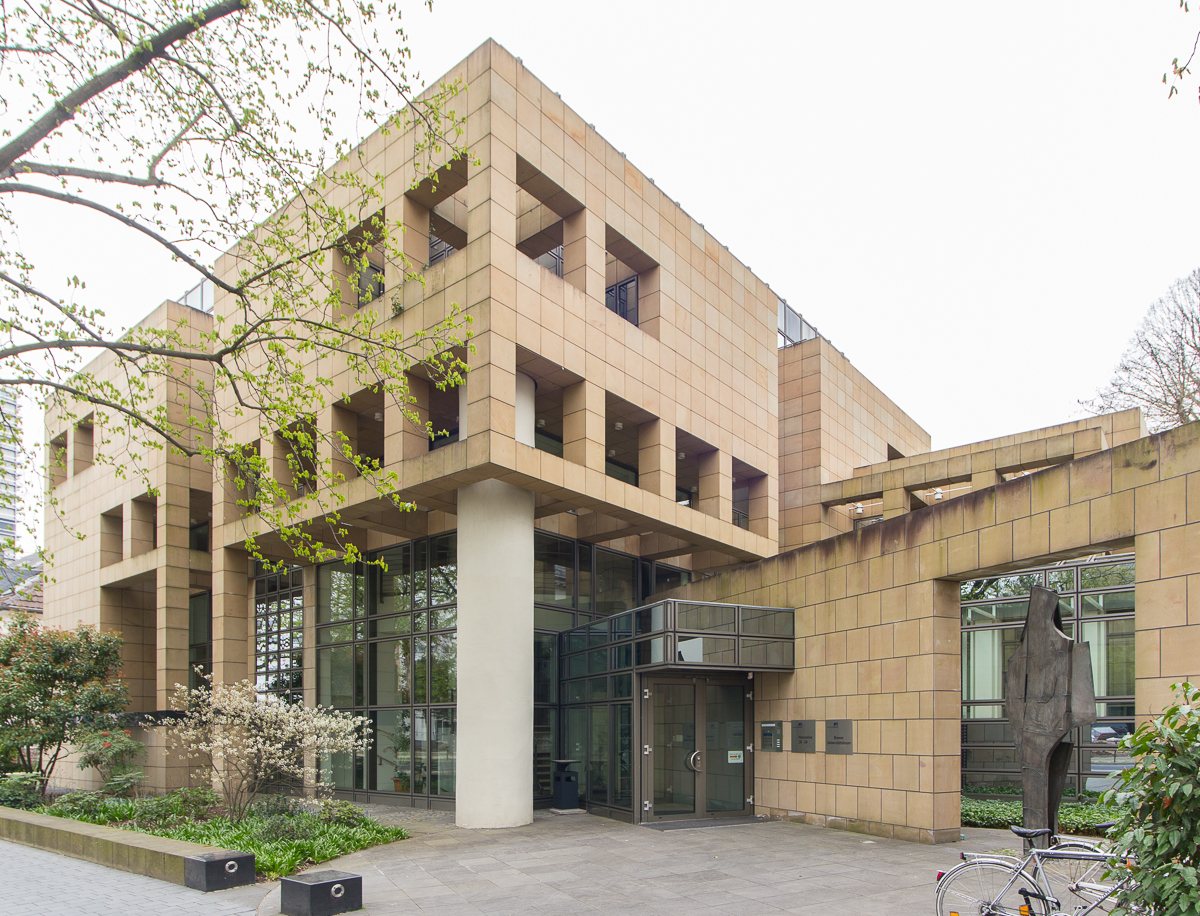
Ehemalige Landesvertretung Rheinland-Pfalz, Heussallee 22/24 (2013)

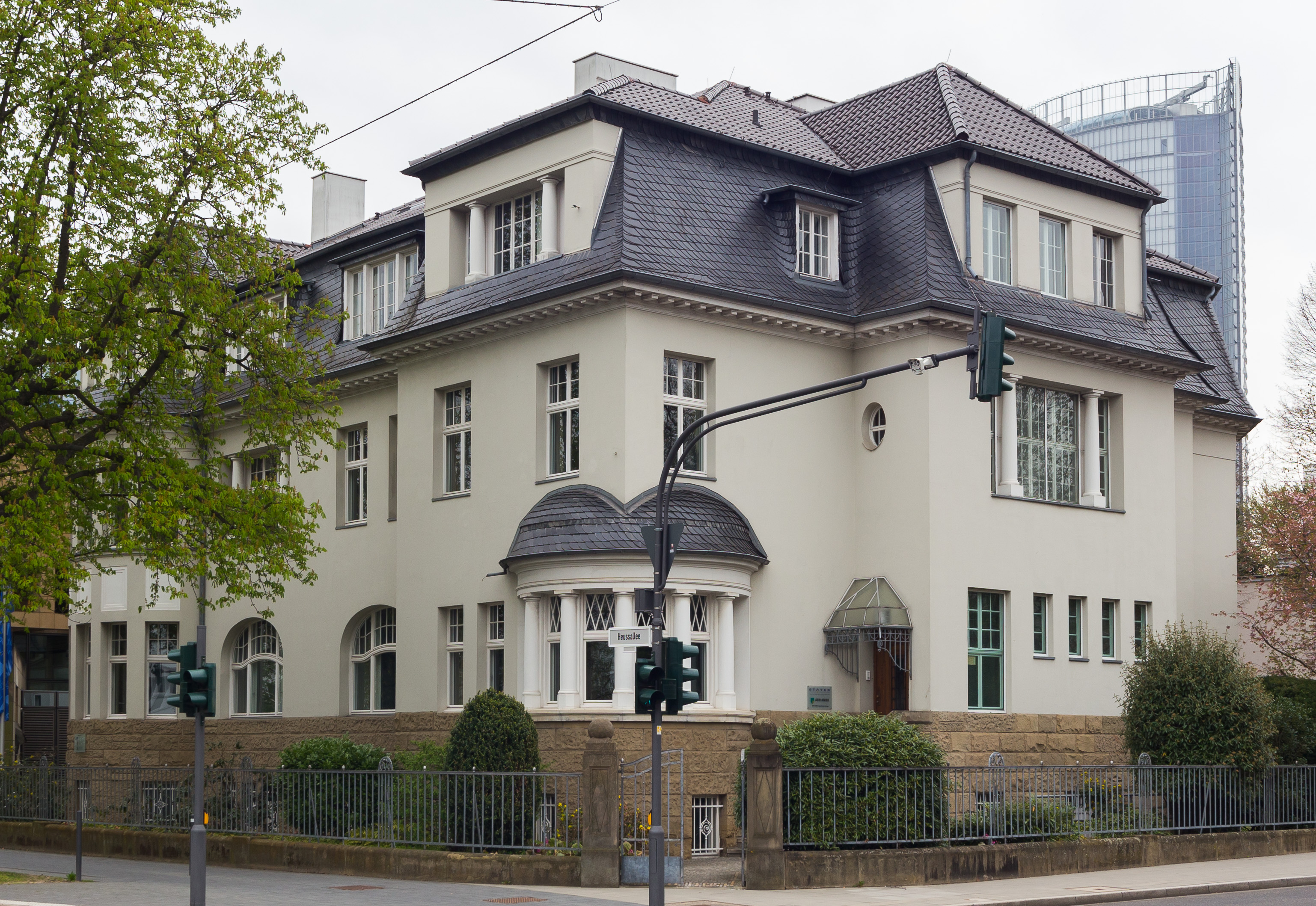
Doppelvilla Heussallee 18/20 (2013)

Die Vertretung des Landes Rheinland-Pfalz beim Bund hatte von 1990 bis 2000 ihren Sitz im Bonner Parlaments- und Regierungsviertel. Die ehemaligen Gebäude der Landesvertretung, eine 1912 erbaute Villa sowie ein Neubau von Ende der 1980er-Jahre, liegen im Ortsteil Gronau an der Heussallee (Hausnummern 18–24) im Zentrum des Bundesviertels südwestlich des Bundeshauses.

## Geschichte
Zunächst war die rheinland-pfälzische Landesvertretung ab Mitte 1951 in einem der behelfsmäßig als sog. „Pressehäuser“ errichteten Gebäude am Bundeshaus untergebracht, das neun Räume umfasste und dem Land Nordrhein-Westfalen gehörte. 1952 wurde in der unweit gelegenen Schedestraße nahe der Bundesstraße 9 anstelle einer im selben Jahr angekauften Villenruine ein Neubau durch das Land Rheinland-Pfalz errichtet, der zur Einweihung im Oktober 1952 erste fertiggestellte einer Landesvertretung in Bonn. Dort entstand 1965 nach Abbruch des angrenzenden Hauses ein Erweiterungsbau; Mitte der 1970er-Jahre kam das von dem Land erworbene Haus Schedestraße 7 als Gästehaus hinzu. Anfang der 1980er-Jahre erwarb das Land die Doppelvilla Heussallee 18/20 (Baujahr 1912) samt umliegendem Grundstück für seine Landesvertretung.
Nachdem ein weiteres zuvor in Bundesbesitz befindliches Grundstück an der Heussallee angekauft worden war, entstand dort als Ergebnis eines 1986 vom Land Rheinland-Pfalz ausgelobten, offenen und landesweiten Architektenwettbewerb in Ergänzung der Doppelvilla von 1988 (Grundsteinlegung am 14. Oktober) bis 1990 ein Neubau für die Landesvertretung. Die Planung des Gebäudes und die anschließende Bauleitung wurden von Ermel Horinek Weber ASPLAN Architekten BDA (Kaiserslautern), die den zweiten Preis des Wettbewerbs errungen hatten, in Zusammenarbeit mit HAUSS Architekten + Ingenieure (Haßloch) durchgeführt. Die Einweihung des Neubaus erfolgte am 6. September 1990; der bisherige Standort der Landesvertretung (Schedestraße 1–3) wurde an Brandenburg abgegeben. Zu der Landesvertretung gehörte auch das rückwärtig gelegene Wohnhaus Heussallee 26/28.
Im Zuge der Verlegung des Parlaments- und Regierungssitzes zog die rheinland-pfälzische Landesvertretung mit zuletzt 50 Mitarbeitern Ende Dezember 2000 nach Berlin um (→ Vertretung des Landes Rheinland-Pfalz in Berlin). Das vormalige Gebäude der Landesvertretung war zu diesem Zeitpunkt bereits an den neugegründeten Verein Bundespensions-Service für Post und Telekommunikation verkauft worden, der es 2001 bezog. Das Wohnhaus Heussallee 26/28 wurde separat veräußert. Seit Januar 2005 gehört die Immobilie der Marc Asbeck Grundbesitz Bonn, sie wird derzeit an das niederländische Unternehmen Stater Deutschland GmbH vermietet, das dort mit seinem deutschen Auslandssitz vertreten ist. Der größte Teil des Gebäudes ist von der Universität Bonn angemietet, unter anderem mit dem Universitätsforum als Sitz der Bonner Akademie für Forschung und Lehre praktischer Politik (BAPP) und für das Annemarie Schimmel Kolleg for Mamluk Studies. Nach dem weitgehenden Abbruch der nahezu zeitgleich erbauten niedersächsischen Landesvertretung 2020 ist das Gebäude der jüngste erhaltene architektonisch eigenständige Neubau einer früheren Landesvertretung in Bonn.

## Kunst am Bau
Im Gartenbereich des Gebäudes steht als Kunst am Bau eine im Zuge des Neubaus der Landesvertretung im August 1990 aufgestellte Skulptur (Raumplastik) des Bildhauers Christoph Mancke, der aus einem öffentlichen Wettbewerb unter 42 Teilnehmern aus Rheinland-Pfalz siegreich hervorgegangen war. Sie besteht aus einer mehrfach leicht geknickten Schräge aus rostbraunem Gusseisen, die auf einer raumbildenden Steinpergola aufliegt. Der Eingangsbereich zeigt außen eine in einem Wanddurchbruch der nach innen fortgeführten „Leitwand“ gerahmte anthropomorphe Plastik aus Bronzeplatten (Figur, 1988–90) des Bildhauers Thomas Duttenhoefer.

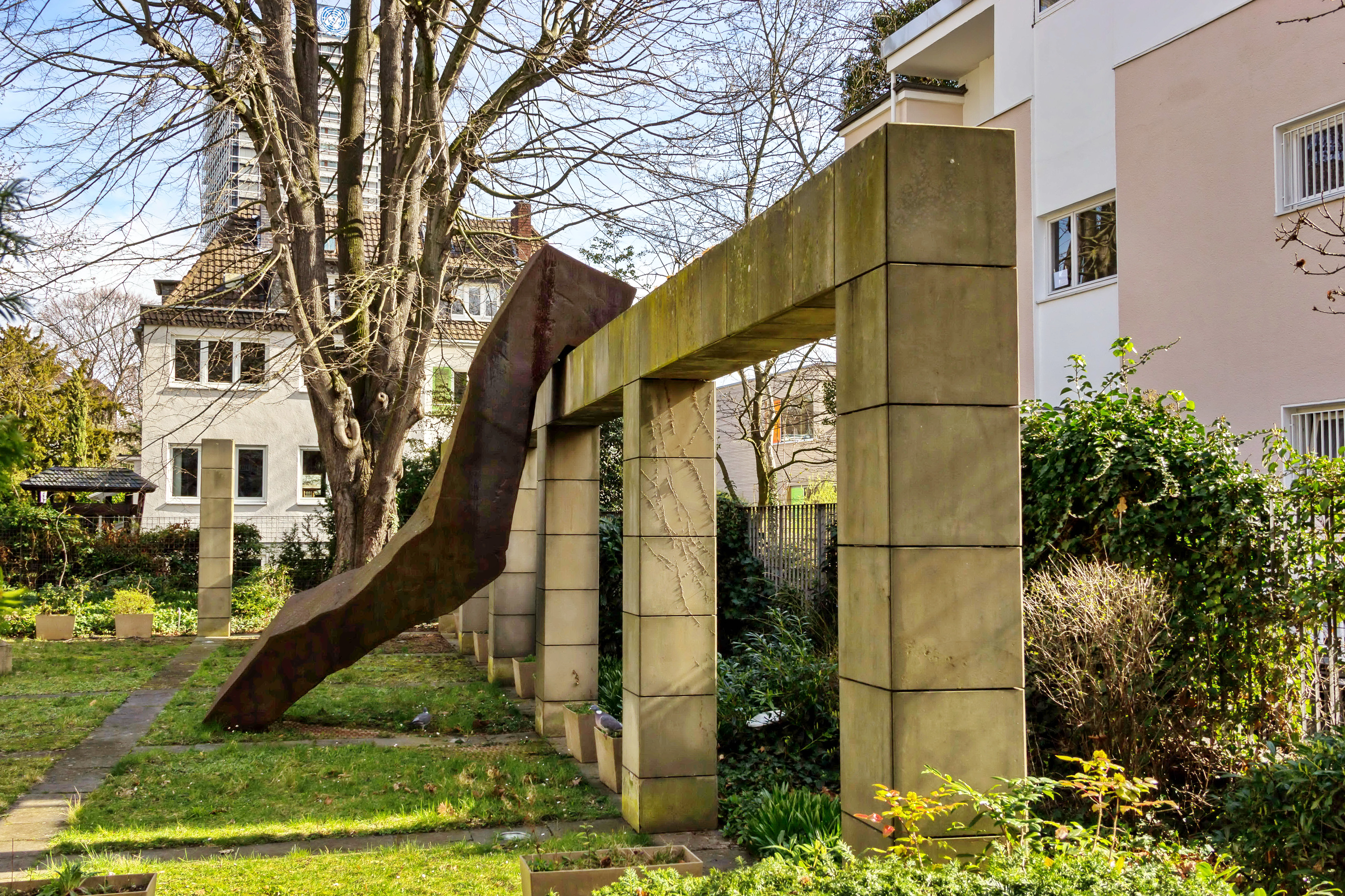
Christoph Mancke: Raumplastik
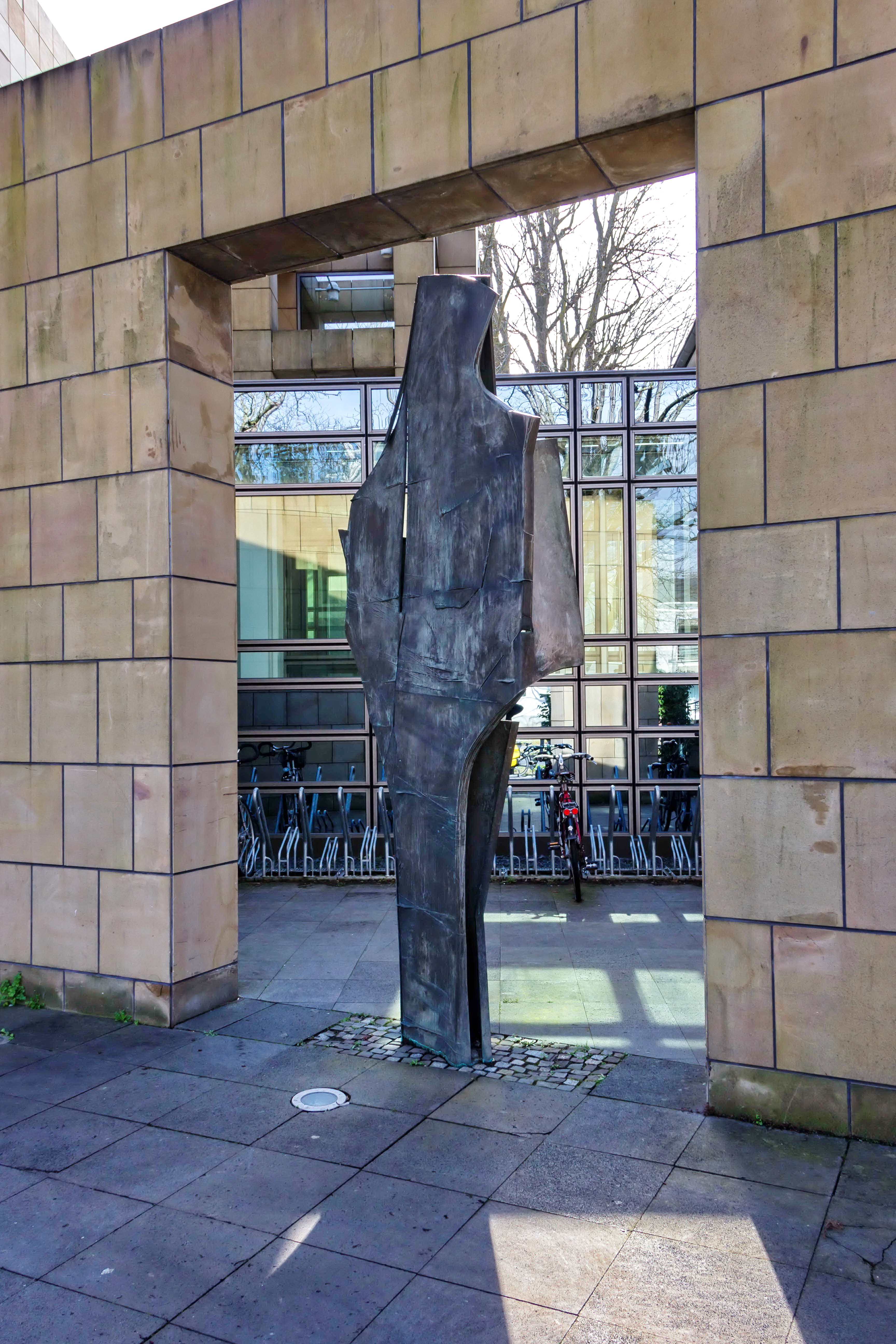
Thomas Duttenhoefer: Figur

## Rezeption
„Die 1990 eingeweihte Landesvertretung zeigt eine gelungene Verbindung von Alt- und Neubauten.“